# Tiencsou–1
A TZ–1 vagy Tiencsou–1 (天舟一号, Tiān Zhōu–1, jelentése: „Mennyei Hajó–1”) Kína első teherűrhajója, a Tiencsou teherűrhajók első tagja, melyet a Tienkung (Tiangong) kínai űrállomás kiszolgálására fejlesztettek ki a Tienkung–1 (Tiāngōng yīhào) űrállomás alapján. Az űrhajó képes nagyjából 6,5 t hasznos teher a kínai űrlaboratóriumra vagy a tervezett űrállomásra juttatására.

## Repülés
2017. április 20.-án bocsátották fel a Vencsangban (Wenchang) lévő űrrepülőtérről (Hajnan (Hǎinán) tartomány). A teherűrhajó 2017. április 22.-én 04:23-kor automatikus üzemmódban sikeresen dokkolt a Tienkung–2 (Tiāngōng èrhào) űrállomással. 60 napi együtt keringés után június 21.-én váltak szét, ezalatt elvégezve két sikeres üzemanyag áttöltési tesztet április 27.-én és június 15.-én.
Ezután az űrhajó eltávolodott az űrállomástól mintegy 5 km-re, majd mindkét jármű végrehajtott egy 180 fokos fordulatot. A műveletre azért volt szükség hogy kipróbálják az épülő Tienkung űrállomás (Tiangong űrállomás)  mindkét irányú megközelítését. A manőver befejezése után június 19.-én a két jármű végrehajtott egy második dokkolást.
Június 21.-én szétkapcsolódtak, és egymás közelében, külön keringtek három hónapig. Szeptember 12.-én a Tiencsou–1 (Tiān Zhōu–1) végrehajtott egy gyors dokkolási műveletet (az addigi 2 nap helyett 6,5 óra alatt) a harmadik egyben utolsó alkalommal. Elvégeztek egy harmadik üzemanyag áttöltési tesztet is majd szeptember 17.-én végleg lekapcsolódott az űrállomásról.
A küldetés alatt a Tienkung–2 (Tiāngōng èrhào)-n nem volt személyzet, a teszteket távirányítással automata üzemmódban végezték. A szétválás és néhány fékező manőver után az űrhajó újra belépett a Föld légterébe a Csendes-óceán déli része felett és elégett 2017. szeptember 22.-én.